# 巴利鎮聯足球會
巴利鎮聯足球會（英語：Barry Town United F.C.）是英国威尔士巴里的一个足球俱乐部，成立于1912年。
在1990年代和2000年代初期，该队是威尔士足球超级联赛的一支强队，多次夺得威爾斯盃、威爾斯聯賽盃和威爾斯超級盃。

## 外部連結
- Barry Town United Website[永久]
- Barry Town United Facebook （页面存档备份，存于）
- Barry Town United Twitter （页面存档备份，存于）